# 佟麟阁路
39°54′13″N 116°21′44″E / 39.90350°N 116.36226°E

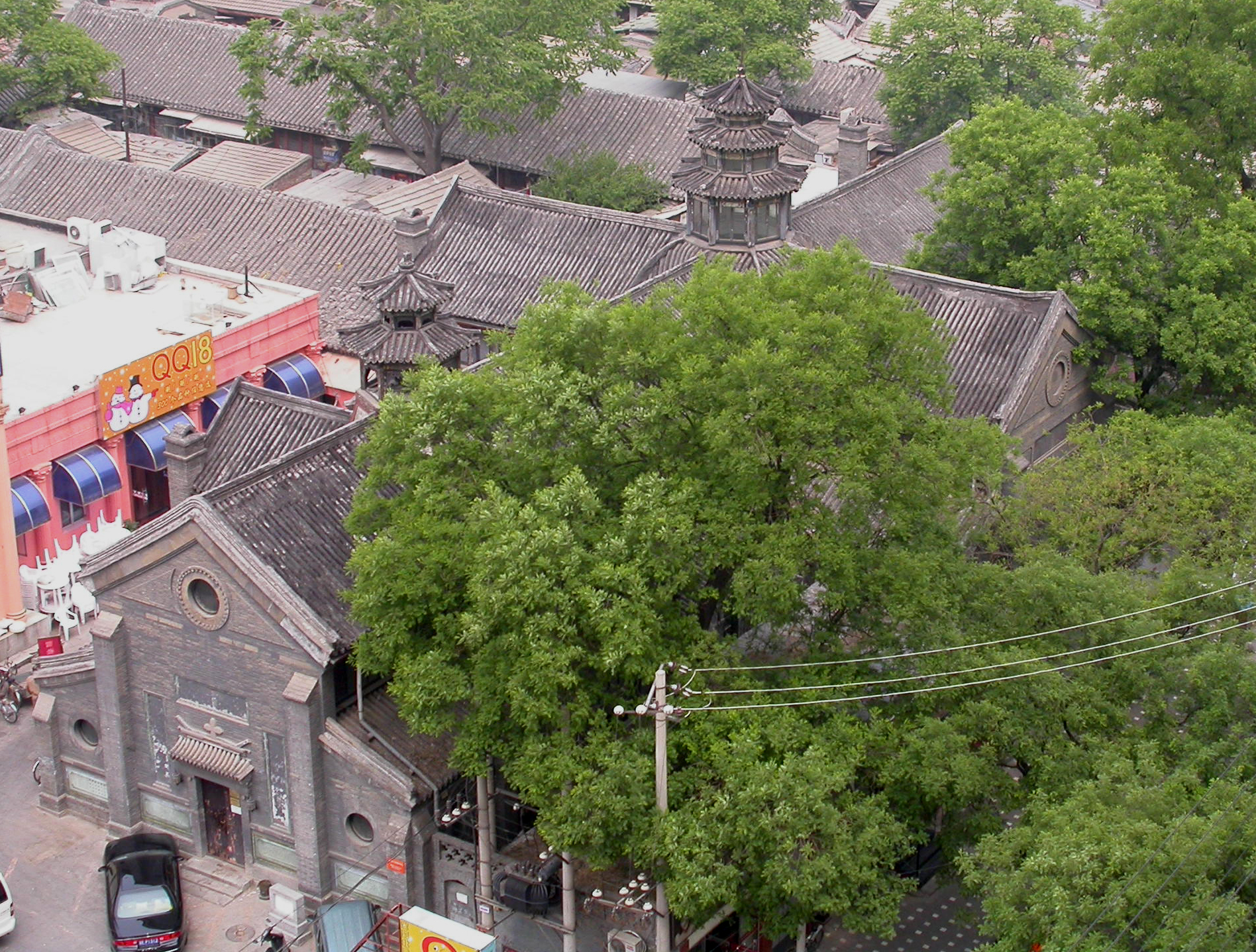
佟麟阁路西侧的中华圣公会救主堂，图中右侧绿树掩映下的道路即佟麟阁路。

佟麟阁路是位于中国北京市西城区中部的一条道路，1947年为纪念抗日将领佟麟阁改为现名。

## 简介

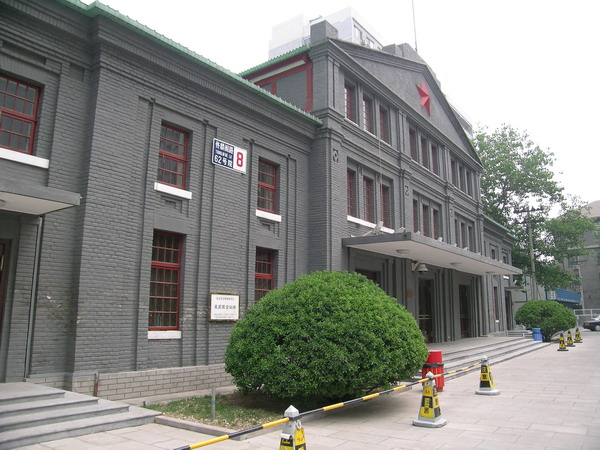
位于新华社所属的佟麟阁路62号院内的北京国会旧址

佟麟阁路是一条南北走向的道路，北起复兴门内大街南侧，南至宣武门西大街（向南接广安胡同），全长1500米左右。原来该路靠北端有一分叉，一向北连接复兴门内大街；一向西再折向北，连接复兴门内大街，通往太平桥大街。其中，向西北通往太平桥大街者，与该分叉以南的路段同样位于原大明壕的旧址上。2000年代末，向西的叉路被废弃，在原址兴建高楼，佟麟阁路乃成为一条完全为南北走向的直路。
元朝时，高梁河水流入元大都和义门南水关之后，沿西直门内大街以南向东，到今东新开胡同附近折向南方，沿今赵登禹路、太平桥大街到今丰盛胡同附近折向东，最终同“萧墙”（皇城）的南护城河相连。当时，该河道称“金水河”，是为皇城水系供水的河道。
明朝迁都北京之后，高梁河不再直接入金水河，金水河遂逐渐变为排水沟，河内之水也改以生活污水和雨水为主。该河改道向南，经闹市口以东一带向南流入宣武门以西的护城河。其中，由闹市口附近向南流到护城河的河段，即今佟麟阁路的所在处。由于承天门（现天安门）前的河道仍称“金水河”，故这条纵贯北京内城西部的排水河道被人们改称为“大明濠”（即排水明渠）。元大都时期自今丰盛胡同到萧墙的一段河道则逐渐干涸，其西段演变成日后的前泥洼胡同、后泥洼胡同、东斜街、西斜街。
中华民国初年，北洋政府的京都市政公所提出针对大明壕的《筹划改筑大明濠方案》，准备对其进行治理。1921年治理工程开工，工程利用拆除北京皇城城墙产生的城砖，修葺大明壕，将其改造为暗沟，其上铺设马路。1930年前后，治理工程竣工，整条大明壕上新建的道路未起名字，统称“沟沿大街”，被评定为一等乙类道路，其南段被习惯性地叫做“南沟沿大街”。
抗日战争胜利后，经冯玉祥提议，北平市临时参议会通过决议，北平市市长何思源于1947年3月13日签发《北平市政府户字第59号训令》，将南沟沿大街、北沟沿大街、铁狮子胡同分别改名为佟麟阁路、赵登禹路和张自忠路，以示对抗日英雄的纪念。文化大革命爆发后，佟麟阁路的名称被革命化，改为“四新路”。1971年改名为“民族宫南街”。文革结束后改回现名。
佟麟阁路上有一处全国重点文物保护单位——北京国会旧址，一处北京市文物保护单位——中华圣公会救主堂。北京国会旧址位于佟麟阁路62号院（隶属新华社）内，是北洋政府时期的国会参议院及众议院，现在作为新华社总社礼堂使用。中华圣公会救主堂位于佟麟阁路85号，是圣公会在北京地区建立的第一所教堂，1997年获北京赛翁信息咨询中心修复，成为该中心的办公场所。